# ウォルター・ヘーゲン
ウォルター・ヘーゲン（Walter Hagen, 1892年12月21日 - 1969年10月5日）は、アメリカ合衆国ニューヨーク州ロチェスター出身のゴルファー。競技ゴルフを確立した往年の名選手のひとりとして知られる。
ほぼ同時代にプレーしたボビー・ジョーンズが生涯アマチュアを貫いたのに対して、ヘーゲンはプロゴルファーとしてキャリアを送った。敬称として「ザ・ヘイグ」（The Haig）と呼ばれた。プロスポーツ選手として、生涯に100万ドル以上を稼いだ選手はヘーゲンが最初だと言われている。
メジャー大会の優勝回数は11勝。これはジャック・ニクラスが1973年の全米プロゴルフ選手権でメジャー大会12勝目を挙げるまで、44年間にわたりゴルフ界の歴代1位記録であった。

## 概要
ヘーゲンがメジャー大会初優勝を果たしたのは、1914年の全米オープン選手権であった。しかし直後に第1次世界大戦が勃発し、戦時中は（他のスポーツ国際競技と同様に）ゴルフトーナメントも中断されていた。1918年11月に第1次世界大戦が終結した後、メジャーゴルフ大会も再開された1919年に、ヘーゲンが同じ全米オープンで優勝を飾っている。しかし1920年以後、全米オープンとは縁がなかった。1920年代には主に全英オープンと全米プロゴルフ選手権で活躍した。当時の全米プロゴルフ選手権は、マッチプレー方式で行われていた。同選手権が現在のようなストローク・プレー方式になったのは、1958年以後のことである。また、アメリカ人のゴルファーが全英オープンを制覇したのも、1922年のヘーゲンが最初であった。
ヘーゲンの時代のゴルフ・メジャー大会は、全米オープンと全英オープンのほかに、全米アマチュア選手権と全英アマチュア選手権から成り立っていた。ヘーゲンの最後のメジャー優勝（1929年全英オープン）の翌年、1930年にボビー・ジョーンズがこの4大会を1年間ですべて制覇し、当時としての「グランドスラム」を達成した。そのジョーンズが現役引退後の1934年に創設したのがマスターズである。そして、2つのアマチュア大会に代わって全米プロゴルフ選手権がメジャー大会として扱われるようになった。したがって、ヘーゲンが活躍した時代のメジャー大会は現在とは大きく異なっていたが、彼が1920年代に獲得した全米プロゴルフ選手権の5勝も数えて、通算11勝とみなすことができる。
ヘーゲンは1930年5月、日本ゴルフ協会の要請を受けて来日し、当時の日本のトップ選手たちとエキシビション・ラウンドを開いたことがある。1937年10月3日に開場した、東京都小平市にある「小金井カントリー倶楽部」は、ヘーゲンが設計したコースである。
1969年10月5日に76歳で逝去。1974年に世界ゴルフ殿堂入り。1999年に創始された世界ゴルフ選手権の第1戦、「アクセンチュア・マッチプレー選手権」の優勝カップには、彼の名前を冠した「ウォルター・ヘーゲン・カップ」の名前がついている。
2006年の全米プロゴルフ選手権でタイガー・ウッズがメジャー大会「12勝目」を挙げたことにより、ヘーゲンの通算「11勝」は歴代3位記録に後退することになった。

## プロ優勝歴

### PGAツアー優勝 (45)
- 1914 (1) 全米オープン
- 1916 (3) メトロポリタン・オープン, Shawnee Open, ウェスタン・オープン
- 1918 (1) North and South Open
- 1919 (2) 全米オープン, メトロポリタン・オープン
- 1920 (3) Florida West Coast Open, Metropolitan Open, Bellevue C.C. Open
- 1921 (2) ウェスタン・オープン, 全米プロゴルフ選手権
- 1922 (4) Deland Open Championship, Florida West Coast Open, White Sulphur Springs Open, 全英オープン
- 1923 (5) テキサス・オープン, Florida West Coast Open, Asheville-Biltmore Open Championship, North and South Open, Kansas Mid-Continent Pro Championship (tie with Joe Kirkwood, Sr.)
- 1924 (5) North and South Open, メトロポリタンPGA, 全英オープン, 全米プロゴルフ選手権, Princess Anne C.C. Open
- 1925 (1) 全米プロゴルフ選手権
- 1926 (4) Florida West Coast Open, Eastern Open Championship, ウェスタン・オープン, 全米プロゴルフ選手権
- 1927 (2) ウェスタン・オープン, 全米プロゴルフ選手権
- 1928 (2) 全英オープン, ロングビーチ・オープン (12月)
- 1929 (3) Miami International Four-Ball (with Leo Diegel), 全英オープン, Great Lakes Open
- 1931 (2) Coral Gables Open (tie with Henry Ciuci), カナディアン・オープン
- 1932 (2) ウェスタン・オープン, セントルイス・オープン
- 1933 (1) Tournament of the Gardens Open
- 1935 (1) Gasparilla Open-Tampa
- 1936 (1) Inverness Invitational Four-Ball (with Ky Laffoon)

太字はメジャー大会優勝

### その他優勝 (30)
(This list is incomplete)
- 1914 Pinehurst Amateur-Pro
- 1915 Massachusetts Open, California State Open, Panama Exposition Open
- 1920 French Open
- 1921 ミシガン・オープン
- 1922 ニューヨーク・オープン
- 1923 ロングビーチ・オープン
- 1924 ベルギー・オープン
- 1929 バージニアビーチ・オープン
- 1930 Michigan PGA Championship
- 1931 Michigan PGA Championship

## エピソード
- 全米プロゴルフ選手権の連続優勝は、開会式の際に返還するトロフィーを紛失してしまった不始末を隠し通すためでもあった。このエピソードは「クイズダービー」の問題にもなった。
- このほかにも、ヘーゲンには多くのエピソードが残されており、彼の親友ジーン・サラゼンが語った話は日本語訳 でも読める。